# Megascops seductus
Megascops seductus é uma espécie de ave da família Strigidae.
É endémica do México.
Os seus habitats naturais são: florestas secas tropicais ou subtropicais e florestas secundárias altamente degradadas.
Está ameaçada por perda de habitat.